# Unquiet Slumbers for the Sleepers…In That Quiet Earth
Unquiet Slumbers for the Sleepers… und …In That Quiet Earth (deutsch: Unruhiger Schlummer für die Schläfer…in der stillen Erde) sind zwei ineinander übergehende Instrumentalstücke der Band Genesis, die 1976 auf dem Album Wind & Wuthering veröffentlicht wurden.
Der erste Teil im 4/4 Takt ist ruhig, der zweite energiegeladen, überwiegend im 6/4 Takt, zum Schluss erneut im 4/4 Takt. Die beiden Stücke sind der Höhepunkt des Albums und gehen in die Ballade Afterglow über, die das Album abschließt.

## Hintergrund
Der erste Teil Unquiet Slumbers for the Sleepers… wurde von Steve Hackett und Mike Rutherford komponiert, der zweite Teil …In That Quiet Earth von den vier Bandmitgliedern gemeinsam.
Beide Titel bilden zusammen den Schlusssatz des Romans Wuthering Heights von Emily Brontë. Tony Banks hatte den Satz im Buch gefunden und dachte, dass der erste Teil zur sanften Atmosphäre des ersten Titels passt. Banks sagte: „Ich wollte schon immer eine Ellipse in einem Songtitel verwenden! Ich blätterte in Wuthering Heights, sah die letzten beiden Zeilen und dachte, Unquiet Slumbers würde gut zu dem sanfteren Teil passen. In That Quiet Earth klingt, als würde es ein sanftes Stück werden, es endet aber sehr angriffslustig.“
Phil Collins erzählte, dass sich der Titel des Albums aus einer Kombination der frühen Arbeitstitel Unquiet Slumbers for the Sleepers… und …In That Quiet Earth ableitet. Der erste wurde wegen seiner „windähnlichen Beschwörungen“ so benannt; der zweite, weil er „ein bisschen eine kitschige Stimmung“ hat, wie Emily Brontës Roman Wuthering Heights.
Steve Hackett sagte: „Es war sehr gut. Man hatte das Schnelle und das Langsame – den unwiderstehlichen langsamen Rhythmus, der all diese Marschmusik-Aspekte aufbaut. Du hast die angedeutete Armee, die auf dich zukommt.“ Mike Rutherford meinte: „Ich habe Unquiet Slumbers… schon immer geliebt, was besonders auf der Bühne toll war.“
In beiden Stücken konnte die Band ihre instrumentalen Talente zeigen und ihre musikalischen Fähigkeiten sowie das Songwriting ausweiten.
Der zweite, schnellere Teil wurde öfter live gespielt.
Dies war das letzte Studioalbum, an dem Steve Hackett mitwirkte; im Herbst 1977 verließ er die Band, weil er seine Beiträge zu wenig gewürdigt sah. Das Titelstück seine zweiten Soloalbums Please Don’t Touch!, das kurz darauf erschien, war eine Variation des Hauptthemas von Unquiet Slumbers for the Sleepers…, das von Genesis nicht akzeptiert wurde.

## Besetzung
- Tony Banks: Keyboard
- Phil Collins: Schlagzeug
- Steve Hackett: akustische Gitarre, E-Gitarre
- Mike Rutherford: Bassgitarre